# Formica gagates
Espèce
Formica gagates est une espèce de fourmis du sous-genre Serviformica de plutôt grande taille (4,5 à 7 mm). Son corps est noir luisant avec des appendices brun roux clair. Elle possède une pilosité faible sur la tête et le thorax mais plus importante sur le gastre. Cette espèce niche dans le sol sous les pierres.